# Pfaffe Lamprecht
Lamprecht (genannt: der Pfaffe) war ein mittelalterlicher Dichter von geistlichem Stande, der am Niederrhein in der ersten Hälfte des 12. Jahrhunderts lebte. Er war der Verfasser des Alexanderlieds, welches er um 1150 dichtete. Als Entstehungsort kommen Köln und Regensburg in Frage. Das Gedicht beruht auf einem französischen Werk des Alberich von Besançon, von welchem wir aber nur ein Bruchstück des Anfangs besitzen. Das Werk vom Pfaffen kann als erster deutschsprachiger Roman gelten, es zählt zum Beginn der frühhöfischen Epik. Im Werk wird eine Verbindung zwischen altem und neuem Testament hergestellt (Typologie). Im Original ist es nicht erhalten geblieben.
Weiterhin ist Lamprecht der Dichter einer fragmentarisch erhaltenen Tobiaslegende.

## Werkausgaben
- Irene Ruttmann: Das Alexanderlied des Pfaffen Lamprecht (Straßburger Alexander). Text, Nacherzählung, Worterklärungen. Darmstadt 1974.
- Alexanderroman. Mittelhochdeutsch/Neuhochdeutsch. Hrsg., übers. und kommentiert von Elisabeth Lienert. Stuttgart 2019, ISBN 978-3-15-018508-7.